# Marsupilami
Pour les articles homonymes, voir Marsupilami (homonymie) et Marsu (homonymie).
Le marsupilami est un animal imaginaire créé par André Franquin en 1952, dans la série Spirou et Fantasio, avant d'accéder à sa propre série, et d'apparaitre dans une autre série dérivée, Gaston. Il est doté d'une force herculéenne et d'une queue préhensile démesurée ainsi que de toutes sortes de particularités physiques et comportementales, dévoilées au fil des albums.

## Nomenclature
Franquin a décrit le marsupilami, en 1952, en lui attribuant le pseudo-nom scientifique de Marsupilamus fantasii, la fiction voulant que Fantasio ait le premier mis la main sur cet animal. Son nom est dérivé des mots français marsupial, Pilou-Pilou (un personnage de Popeye) et ami,. En 1987, Franquin demande à Alain Quintart, chef du service éducatif à l'Institut royal des sciences naturelles de Belgique, de donner un nom scientifique valide au marsupilami. En effet, les noms qui avaient été donnés n'étaient pas valides suivant le Code international de nomenclature zoologique (article 13). Aussi le zoologue Alain Quintart a (par plaisanterie) publié en 1989 une description scientifique du marsupilami, qu'il nomme Marsupilami franquini Quintart, 1989 et en fait un membre de la sous-classe des monotrèmes. Il l'a complétée par un second article en 1992. Ce canular a été indexé comme une diagnose valide par la très sérieuse Zoological Society of London,.
Dans l'album Houba Banana, publié en 1997, Batem et Franquin reprennent le nom Marsupilami franquini, en indiquant, sans le nommer, que le spécialiste mondial du marsupilami se trouve au Musée des sciences naturelles à Bruxelles.
Les monotrèmes fossiles ont été étudiés par Pascal Tassy, professeur émérite au Muséum national d'histoire naturelle à Paris. En 2022, il donne dans un article son accord sur la procédure utilisée pour établir le nom Marsupilami franquini Quintart, 1989. Ensuite, il présente un cladogramme des « Mammalia et l'oviparité » modifié pour y situer du côté des monotrèmes la souche des marsupilamis. Mais, il signale aussi la possibilité que les marsupilamis pourraient parfaitement être dans la lignée des Thériens.

## Description
Toutes les caractéristiques des marsupilamis sont présentées au fur et à mesure dans les différents albums.

### Physique

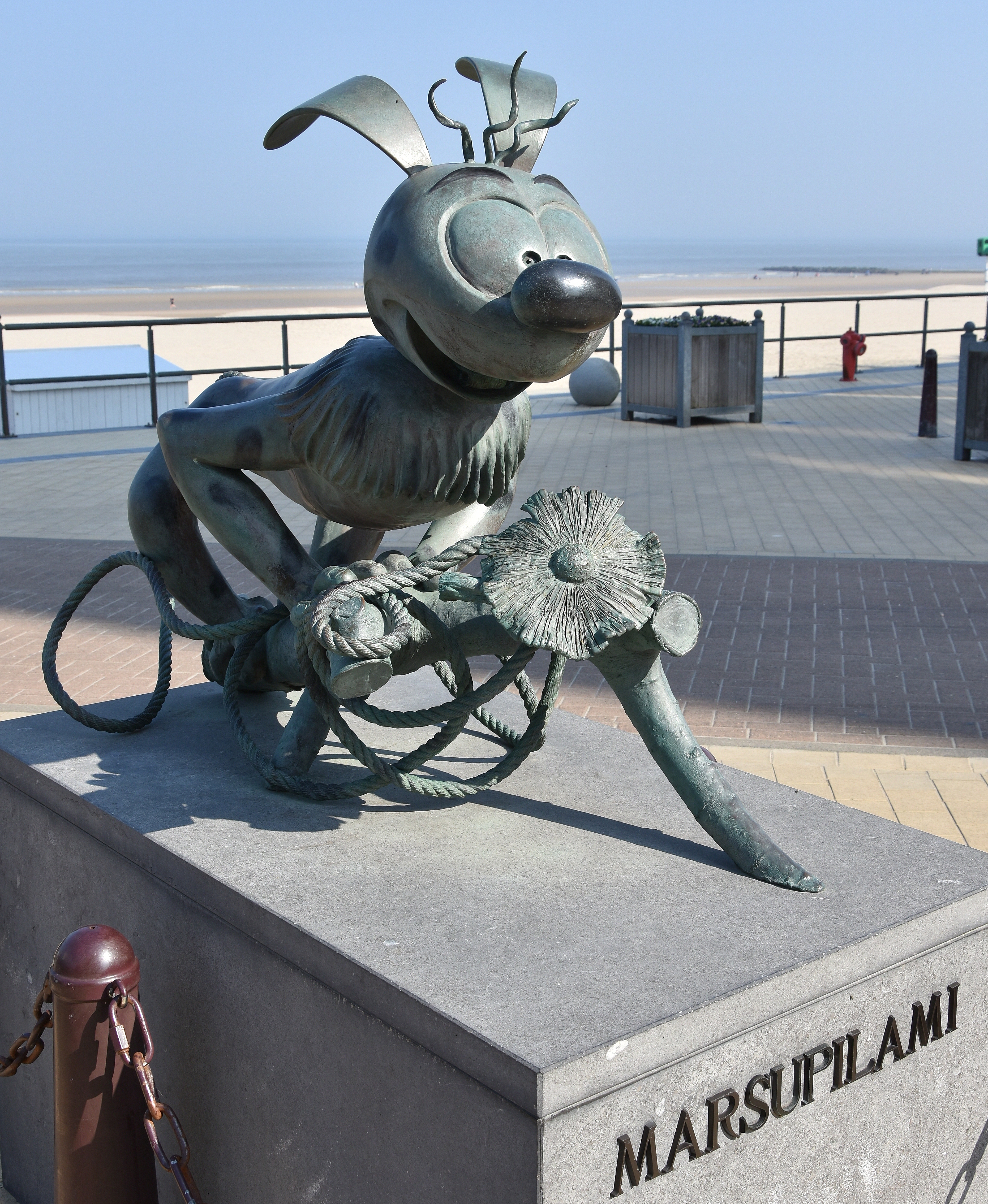
Le marsupilami statufié à Middelkerke en Belgique.

Le marsupilami mesure environ un mètre, il est jaune avec des taches noires. Il peut éventuellement connaître le mélanisme.
Sa queue préhensile mesure jusqu'à 8 mètres. C'est principalement un moyen de locomotion : elle lui permet de se déplacer à une vitesse soutenue entre les arbres, elle peut être utilisée comme un ressort, ou comme une roue, et elle sert à l'escalade ; elle permet au marsupilami de se surélever au-dessus de la cime des arbres pour avoir une vue d'ensemble de son biotope. C'est aussi une arme, notamment lorsqu'il en fait un poing, ou lorsqu'elle lui permet l'immobilisation de ses prédateurs. La queue est aussi le principal instrument qui lui sert à pêcher. Elle est encore un instrument de jeu (balançoire, par exemple) et sert aux manœuvres de séduction dans la parade nuptiale. Elle sert enfin au déplacement des petits lors de leur premier âge.
La femelle, qui marche sur la pointe des pieds et à petits pas, allaite ses petits mais pond des œufs. Le marsupilami serait donc un mammifère ovipare, à l'instar des monotrèmes,. Son nombril surprend cependant les observateurs de cet ovipare. L'utilité du nombril est révélée dans L'Encyclopédie du Marsupilami : c'est un moyen d'éducation, de transmission du savoir ; par exemple, lorsqu'un petit marsupilami décide de faire son nid, il va coller son oreille contre le nombril de sa mère. Peu de temps après, il est capable de construire lui-même un tissage végétal.
Ses œufs sont pyriformes, la queue de l'embryon, prenant beaucoup de place, se loge dans la partie allongée de l'œuf.

### Rapprochement avec des espèces connues
Le marsupilami est un animal imaginaire dont le rattachement zoologique le plus proche est celui des monotrèmes,. Ce classement est à prendre avec circonspection, étant donné que Franquin lui-même avait souhaité créer un animal qui justement n'appartienne à aucun ordre connu. Cependant, la sous-classe des monotrèmes, aussi appelés protothériens, qui correspond à la classe des mammifères pondant des oeufs, semble convenir au marsupilami.

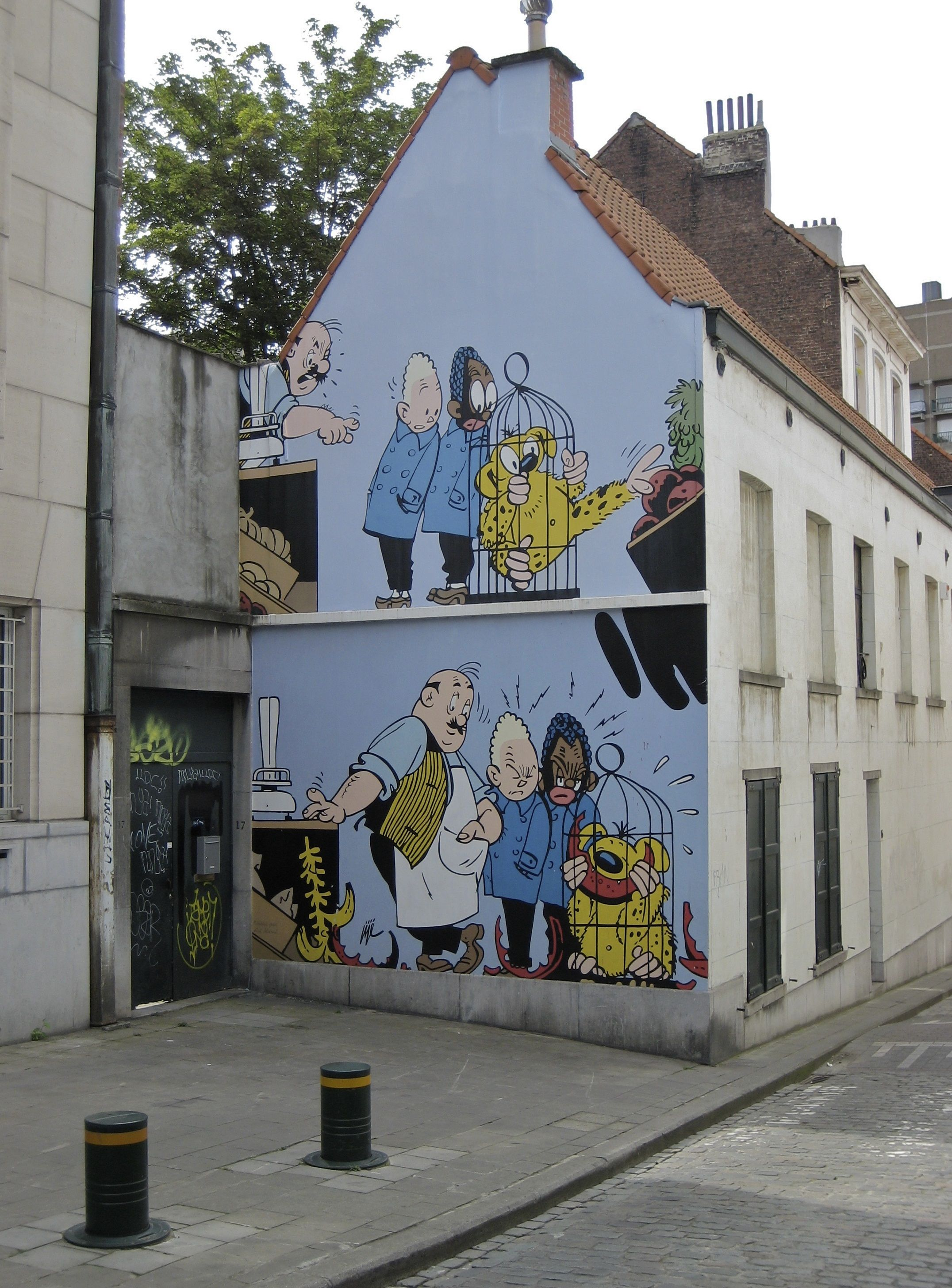
Le marsupilami de Jijé, avec Blondin et Cirage, sur un mur de Bruxelles.

Dans l'album Les Soucoupes volantes (1956) des aventures de Blondin et Cirage, Jijé met en scène un marsupilami africain (le Marsupilamus africanus) : le marsupilami de Jijé ressemble à celui de Franquin, et partage avec lui un solide appétit, qui va cependant chez lui jusqu'à la goinfrerie. À la différence de son cousin sud-américain, le marsupilami africain est un animal assez balourd, qui n'a de surcroît pas de queue. Franquin participe à l'album de Jijé et dessine quelques cases, dans lesquelles apparaissent Spirou et son marsupilami.
Dans L'Encyclopédie du Marsupilami, il est également fait référence à une sous-espèce de marsupilami exclusivement aquatique. Un couple aurait été observé vivant dans un temple submergé au cœur de la forêt palombienne. Ce marsupilami aquatique se différencie de son cousin de surface par des taches de forme plus géométrique et un pelage diffusant de la lumière.

### Nourriture
Selon l'exploratrice Seccotine, qui présente un reportage sur les mœurs de l'animal dans Le Nid des marsupilamis, le marsupilami est omnivore.
Lors de ses premières apparitions, il est décrit comme grand amateur de puces (qu'il récolte principalement sur les tapirs, qu'il immobilise avec sa queue, servant de lasso), il se nourrit aussi de nombreux fruits ; mais on mettra mieux en évidence, par la suite, son goût particulier pour le piranha (poisson carnivore), ainsi que les fourmis carnivores, toutes nourritures qu'il se procure grâce à son appendice caudal.
Un de ses mets préférés est une petite noix oléagineuse poussant dans la jungle palombienne, et dont il fait provision afin de pouvoir en consommer toute l'année. Il enterre cette provision dans le sol. Assez curieusement, une fois en captivité ou acclimaté en dehors de Palombie, il peut se passer de cette nourriture.
L'estomac du marsupilami est particulièrement résistant : il peut par exemple survivre à l'absorption de fortes quantités d'alcool à brûler.

### Prédateurs

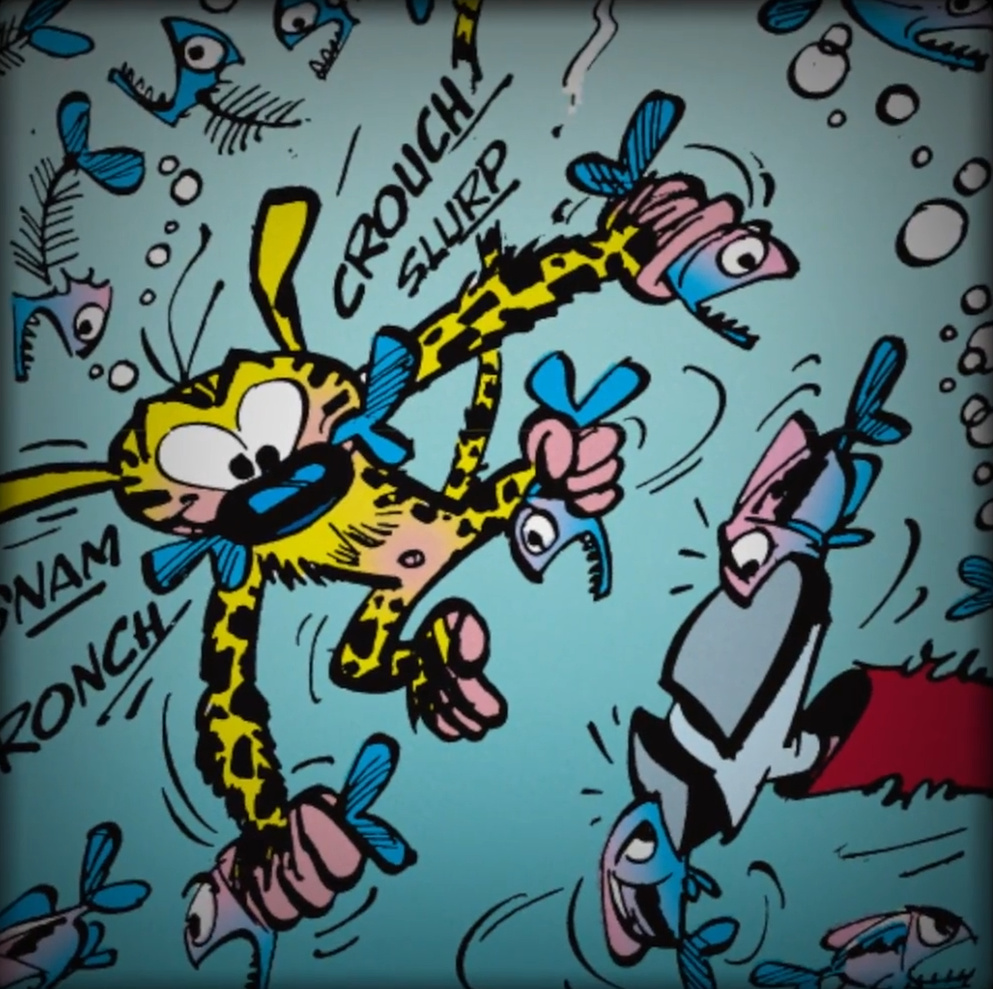
Les piranhas ne représentent pas une réelle menace pour le marsupilami.

Dans Le Nid des marsupilamis, le prédateur le plus acharné du marsupilami est le jaguar. L'animal semble cependant avoir bien des difficultés à piéger sa proie de prédilection. Les piranhas peuvent également s'en prendre au marsupilami à l'occasion. Cependant, ce qui présente la menace la plus sérieuse pour les marsupilamis sont les humains, qui les chassent pour leur fourrure (l'album Fordlandia montre une indigène rêvant d'un manteau en fourrure de marsupilami) ou les capturent, soit dans un cadre légal, soit dans le cadre du trafic d'animaux rares (La Queue du marsupilami).

### Habitudes et mœurs

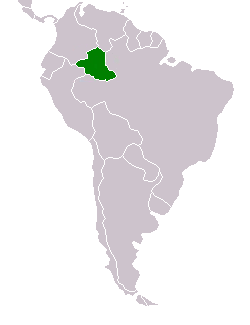
Carte de localisation fictive de la Palombie.

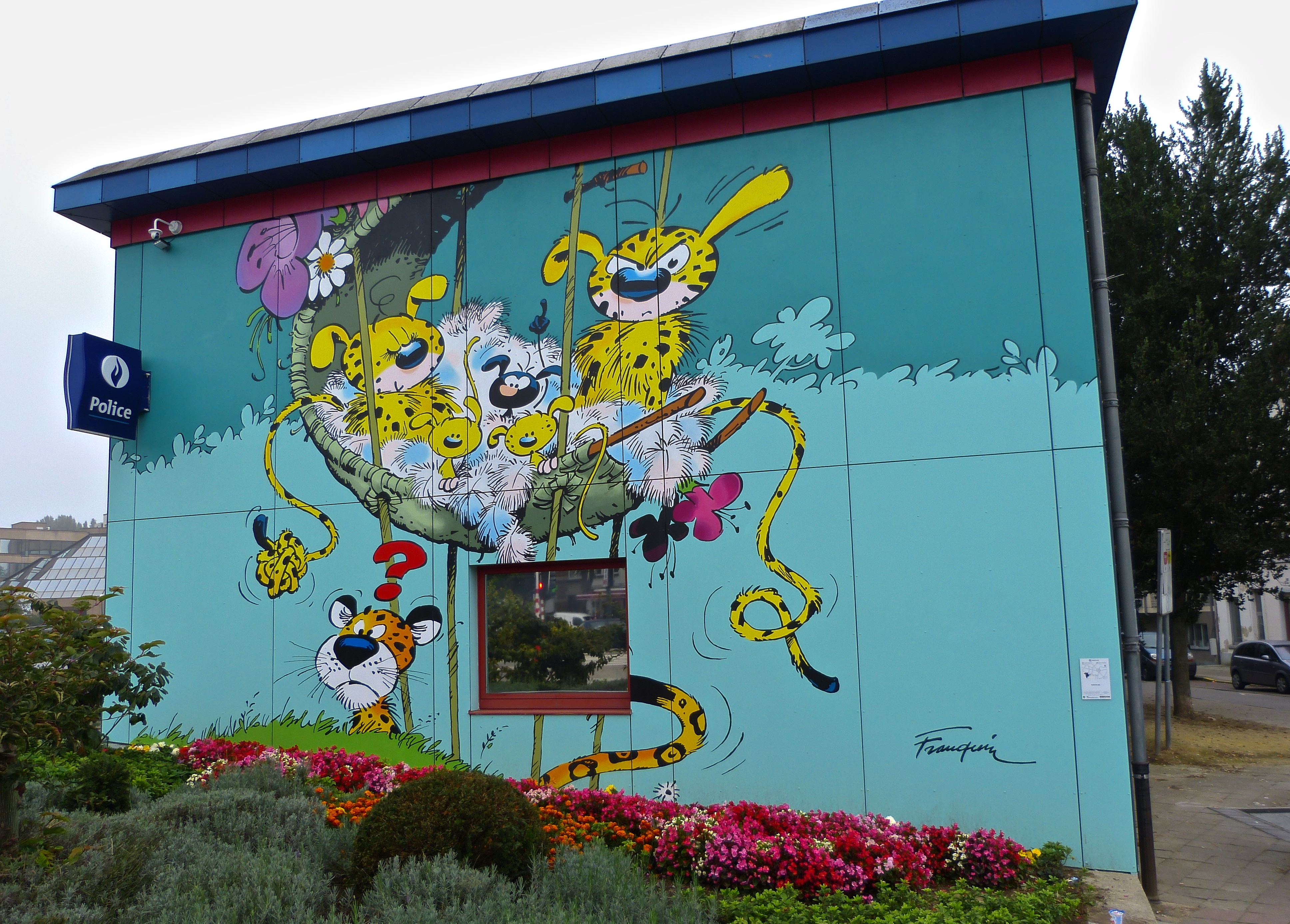
Une famille de marsupilamis dans leur nid en Palombie, visible dans l'album Le Nid des marsupilamis, ainsi qu'un jaguar malchanceux. Peinture murale dans l'avenue Houba de Strooper 141, Bruxelles.

Le marsupilami habite dans la forêt palombienne (située entre le Venezuela, le Brésil, le Pérou et la Colombie).
Les familles de marsupilamis vivent dans un nid fabriqué à partir de lianes tressées sur une armature arrondie, présentant la forme d'un mollusque bivalve, fixée à des lianes pendantes grâce à de solides nœuds. Ce nid est tapissé de plumes et de duvet d'ara, et orné de fleurs odorantes. En cas de besoin, le nid peut se refermer rapidement, par le rapprochement de ses deux valves. La tradition veut que ce nid soit inauguré par la femelle du marsupilami. Une cérémonie a lieu une fois la construction du nid terminée. La famille marsupilami danse et honore la terre fertile de la forêt vierge qui la nourrit, en jetant dans un trou creusé dans la terre les pépins d'une pomme, comme on le voit dans la saison 2 (Mon ami marsupilami) du dessin animé. Dans les bandes dessinées, il est montré que le marsupilami connaît l'usage du temps, du tissage végétal, des nœuds, de la fabrication des crêpes (ce qui n'est pas sans rappeler Gaston Lagaffe), et qu'il est capable de lire un plan.
Bien que principalement arboricole, le marsupilami se révèle amphibie dans Le Repaire de la murène. Il se sert alors de sa queue comme godille pour avancer. Les premiers explorateurs l'ayant décrit avaient d'ailleurs noté son goût de l'eau et de la propreté, ainsi que son aptitude à la nage.
Comme d'autres animaux, il peut tromper ses prédateurs par des techniques de camouflage : il peut donner à sa queue la forme d'un serpent. C'est d'ailleurs un très bon imitateur (sonore notamment : il peut imiter des bruits animaux ou mécaniques, et même la parole humaine).
Le marsupilami est un remarquable grimpeur.
Il est doté d'un sens aigu de la famille ; sa compagne est la « marsupilamie ». L'exemplaire décrit par Seccotine a eu trois petits : deux mâles et une femelle. Le premier, Bibu, est le petit mâle sans taches. Bobo est le deuxième petit mâle, tout noir au nez rose, seule exception à son mélanisme. Et enfin Bibi, la petite Marsupilamie qui, comme sa mère, a un cheveu bouclé et aura des taches rondes,.
Il peut être sociable avec des animaux n'appartenant pas à son espèce, notamment avec les sciuridés, comme en témoigne son amitié avec Spip, l'écureuil domestique de Spirou.
Le marsupilami peut à l'occasion être vindicatif, et alors se montrer dangereux (il possède une grande force physique, sans commune mesure avec ce que sa taille relativement réduite pourrait laisser penser). Lorsqu'il est en colère, son pelage se hérisse comme celui d'un chat, y compris au niveau de son appendice caudal.
Le marsupilami est un des rares animaux qui connaissent le rire. Sa femelle est le seul animal qui ait la notion de la toilette décorative, elle a d'ailleurs doté Bibi de ce don.

### Dialogue

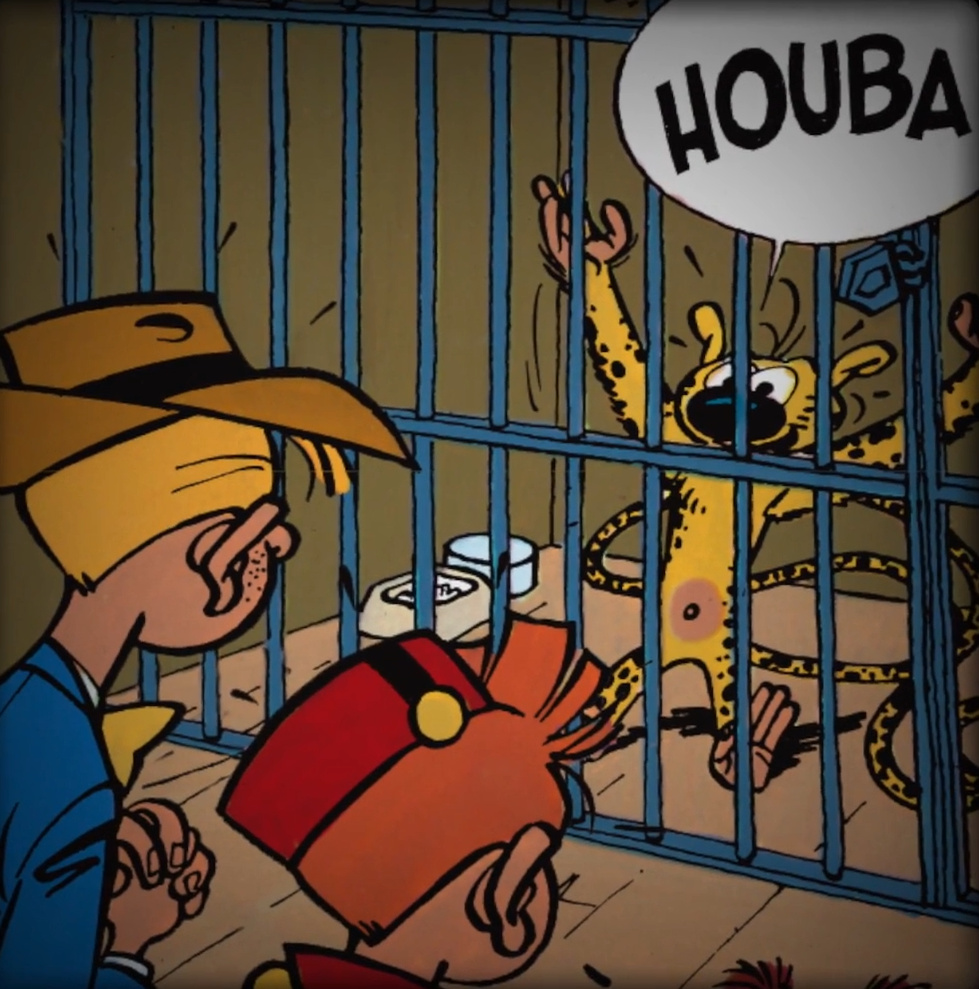
L'onomatopée favorite du marsupilami.

Les onomatopées désignant le cri du marsupilami sont : « houba houba » ou encore « houba houba hop ». Dans les moments d'émotion, ce cri peut devenir « habou », « bahou », « hou », ou « baba ». Il peut être amené à dire des « ba ? » ou « houba ? » pour une question. Lorsque le marsupilami est en colère, le cri devient un mélange de l'onomatopée « houba » et d'un grognement, ce qui donne pour résultat « grrrhouba ». Le cri de la femelle est légèrement différent : un « houbi », qui peut être répété. À l'occasion (notamment en cas d'intense satisfaction), elle peut émettre un babil : « doudlidoudli », « dadli dadli », « touboudl », « adouïb », « doubedouba », « houlala », etc. Le cri du petit est un faible « bi », mais son pleur peut être très puissant. Il appelle Backalive « bababaï ».
Cependant, dans les derniers albums de la série Marsupilami, son langage semble encore plus évolué. Il fait part de ses impressions ou de ses sentiments (comme le dégoût, le bonheur, la culpabilité) en faisant suivre le cri « Houba » d'une onomatopée caractéristique.
De plus, le marsupilami est capable d'imiter des mots ou des phrases mais sans en comprendre la signification.
Dans Baby Prinz, un perroquet affirme maîtriser la langue du marsupilami, bien qu'il « ait encore du mal avec les génitifs ».

## Bande dessinée

### Création dansSpirou et Fantasio

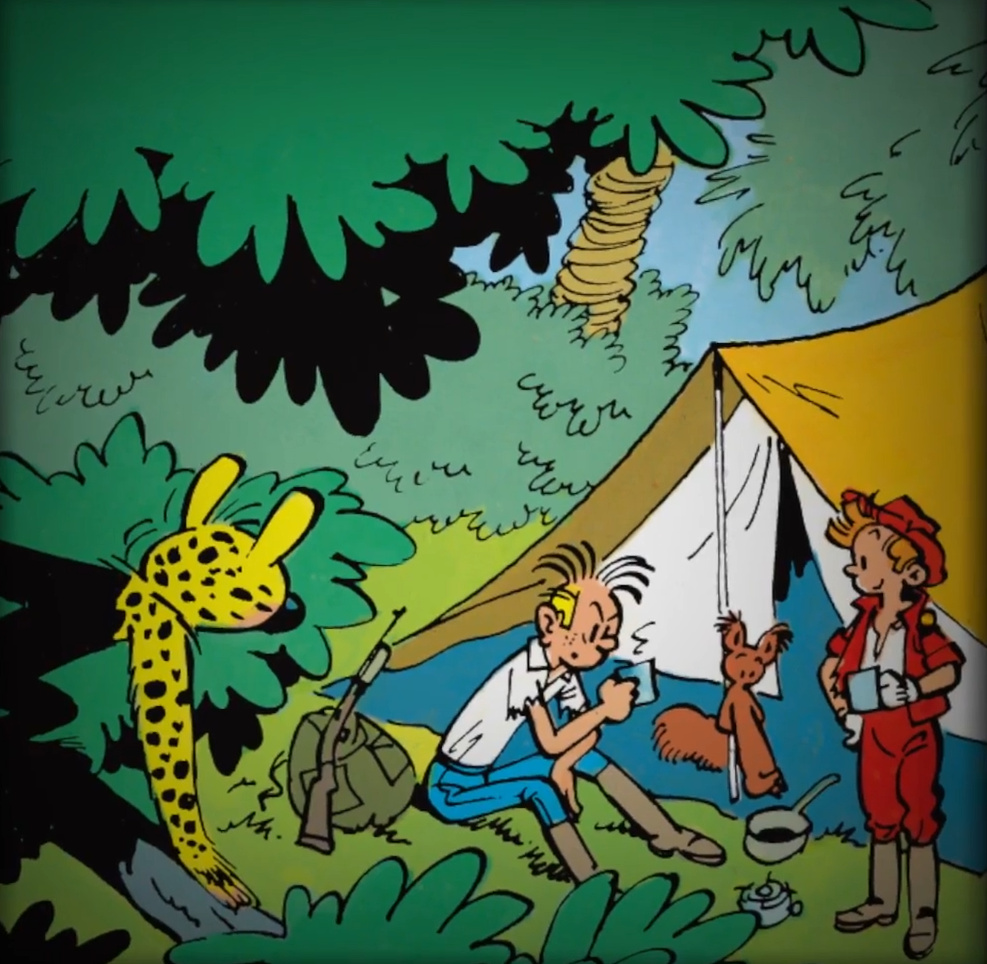
Avant la capture du marsupilami dans Spirou et les Héritiers.

Le marsupilami apparaît pour la première fois dans Spirou et les Héritiers (1952), sous la plume d'André Franquin. Il devient un personnage à part entière de la série et sa force est un atout majeur pour les héros. Dans Le Nid des marsupilamis, Seccotine présente une famille de marsupilamis sauvages. Ces mêmes marsupilamis sont les héros de la série dérivée. L'album Cœur d'étoile indique que le mâle de la famille filmée par Seccotine est le frère du compagnon de Spirou et Fantasio.
L'animal reviendra très fréquemment dans les aventures suivantes, jusqu'à ce que Franquin décide de laisser les aventures de Spirou à Jean-Claude Fournier. Franquin choisit de garder ses droits sur l'animal, qu'il considère comme un de ses personnages les plus réussis. Cependant, le scénario déjà écrit par Fournier prévoit un rôle pour le marsupilami. Fournier demande respectueusement à son créateur de pouvoir l'utiliser, ce que Franquin accepte à condition de dessiner lui-même la bête. Chronologiquement, Le Faiseur d'or (1970) verra donc la dernière apparition du marsupilami dans les aventures de Spirou. Cependant, il apparaît encore dans un album ultérieur : Tembo Tabou, dont les événements se passent chronologiquement juste après Spirou et les Hommes-bulles (et donc bien avant Le Faiseur d'or).
Dans La Vallée des bannis (1989), Tome et Janry ont tout de même évoqué la présence de l'animal jaune tout en jouant avec l'affection qu'ont les lecteurs pour ce personnage : perdu dans la jungle, Spirou entend le « Houba », cri caractéristique du marsupilami. Fou de joie à l'idée de retrouver son vieil ami, Spirou se précipite, mais, dès que le lecteur tourne la page, il se rend compte qu'il s'agissait d'un animal répugnant qui faisait le même cri.
Le retour du marsupilami dans les aventures de Spirou, espéré par beaucoup de lecteurs, est resté longtemps juridiquement impossible, les droits appartenant à Marsu Productions qui exploitaient le personnage dans une série indépendante, qui peut être considérée comme un spin-off des aventures de Spirou. Toutefois, en mars 2013, les éditions Dupuis rachètent Marsu Productions, récupérant ainsi les droits du personnage. Le marsupilami fait ensuite une réapparition surprise dans les dernières images du Groom de Sniper Alley, puis tient la vedette de l'album no 55, La Colère du Marsupilami.

### La sérieMarsupilami
Alors que Franquin conserve depuis 1970 les droits sur le personnage, l'éditeur Jean-François Moyersoen le convainc finalement en 1987 d'en faire une série à part entière.
La série mettant en scène une famille de marsupilamis sauvages (vraisemblablement celle de l'album Le Nid des marsupilamis) est dessinée par Batem et successivement scénarisée par divers auteurs, notamment Greg et Yann. Elle est éditée chez Marsu Productions. Le premier album est un succès commercial, avec plus de 600 000 exemplaires vendus. Ce succès ne faiblira pas.
En 2002 est paru un album numéroté 0 reprenant de courtes histoires du Marsupilami réalisées par Franquin. En 2008, Le Figaro Magazine propose un florilège des aventures du Marsupilami dans Capturez un Marsupilami.

### La sérieGaston
Durant l'ère Franquin, le Marsupilami n'apparait qu'en caméo à travers deux gags du temps où l'auteur dessinait également Spirou et Fantasio (autour des vacances de Spirou qu'il accompagne). Par la suite, il existe deux autres gags (601 et 606) dans lesquels Gaston se déguise en Marsupilami.
À partir de 2023, le Marsupilami de Spirou et Fantasio fait son retour avec ses propriétaires dans la série Gaston, toujours en arrière plan, cette fois-ci sous la plume de Delaf dans l'album Le retour de Lagaffe.

### La sérieAstérix
Le marsupilami apparaît comme easter egg dans l'album Le Combat des chefs de la série Astérix. Il apparaît sur une affiche sous le nom Marsupilamix, à l'entrée d'un chapiteau dans une foire.

### La sérieLa Bête
En octobre 2020 paraît chez Dupuis le premier tome de La Bête dont les auteurs sont Zidrou, pour le scénario, et Frank Pé, pour le dessin et les couleurs. Il s'agit d'une adaptation du personnage de Franquin dans un style radicalement différent, semi-réaliste et dramatique. L'hommage est explicite, l'aventure est localisée dans la banlieue bruxelloise, au milieu des années 1950.
Le tome 2 est publié en octobre 2023. Les couleurs y sont l'œuvre d'Elvire De Cock.
Outre une description sociale assez sombre de l'après-guerre (1955), les thèmes essentiels sont caractéristiques de la troisième décennie du XXIe siècle, notamment le harcèlement scolaire, l'amitié qui peut unir un enfant et un animal mais aussi les trafics et maltraitances d'animaux exotiques, la cryptozoologie…
L'accueil de la critique est favorable, par exemple :

« Album étrange, sombre et poétique. […] Zidrou et Frank Pé paraissent prendre le contrepied de la fonction et de l’utilisation du Marsupilami au sein des bandes dessinées d’André Franquin. […] Zidrou étonne en entremêlant variation autour d’un univers existant, préoccupations sociales, éléments historiques et humour mordant. […] Sont présentes, bien sûr, les caractéristiques incontournables du Marsupilami : son physique, son cri (« houba »), sa voracité et même son nid ! »

— Boris Henry, AvoirAlire

### Autres albums
En 2017 et 2018 sont publiés deux albums Des histoires courtes du Marsupilami par... proposant des histoires courtes par différents auteurs comme José Luis Munuera, Brice Cossu, Silvio Camboni...
En 2022, L'animal de Humboldt une aventure du Marsupilami par Flix est publiée.

## À la télévision
Durant les années 1990, la compagnie Disney possédait une licence d'exploitation du Marsupilami. Une dizaine de pages de bande dessinées ont ainsi pu être réalisées par Gladstone Publishing, l'éditeur américain. Une série d'animation a également été développée.
Le Marsupilami a fait l'objet d'une autre série télévisée d'animation produite par Marathon Média et diffusée sur France 3 dans l'émission Ludo, France 5 dans Zouzous, Canal J, et TiJi. Cette série était réalisée par Augusto Zanovello et Eric-Paul Marais en a signé la nouvelle adaptation. La postproduction a été confiée par Marathon Productions à Ramses 2.

## Au cinéma
Alain Chabat, réalisateur français et auteur lui-même de BD, a écrit et réalisé l'adaptation de « Marsupilami » sur laquelle il travaillait depuis 2005. Il a mis en scène à l'automne 2010 un long-métrage sorti le 4 avril 2012. Le film utilise la technologie IMAX.
Avec 5,3 millions d'entrées, c'est l'un des plus gros succès du box-office français de 2012.

## Jeux vidéo
Peu de jeux vidéo basés sur le personnage du Marsupilami ont vu le jour. Le premier jeu de la licence, et le seul pendant longtemps, sobrement intitulé Marsupilami, est sorti sur Mega Drive en 1995. Il s'agit d'un jeu de plates-formes développé par Apache Software et édité par Sega. Un second jeu de la série est sorti en 2021. Développé par Ocellus Studio et publié par Microids, le jeu s'intitule Marsupilami: Le Secret du Sarcophage, ou Marsupilami: Hoobadventure en anglais. C'est à nouveau un jeu de plateformes, cette fois-ci davantage basé sur l'action et inspiré de la série des Donkey Kong Country, et mettant en scène des Marsupilamis inédits, nommés Punch, Twister et Hope, et ressemblant aux bébés Marsupilamis de la bande-dessinée.

## Chansons
- Annie Cordy a chanté le marsupilami avec La Chanson du Marsupilami (1961).
- Danyel Gérard a également chanté le marsupilami avec Le Marsupilami qu'il a écrite en collaboration avec Bob Azzam et Georges Aber en 1962 ; cette chanson figure sur une compilation de Danyel Gérard en CD distribuée par Polygram en 1990.
- L'album en néerlandais Guust Flater en de Marsupilami (1978) du chanteur allemand Dennie Christian, avec des chansons sur le Marsupilami et Gaston Lagaffe. De cet album, la chanson Wij zijn twee vrienden (Hoeba hoeba hop) est sortie comme single[24].
- Le cri du marsupilami « houba houba » est repris dans la chanson Primitif de Richard Gotainer (1980).
- La Danse du Marsupilami du groupe Sax Pustuls (1981)[25].
- Anne Meson a chanté Le Marsupilami (1993).
- Bruno Coulais a composé La Houba Dance, que l'on entend dans le film Sur la piste du Marsupilami (2012)[26].

## Hommages
- Le marsupilami fait l'objet de clins d'œil de Goscinny et Uderzo dans Le Combat des chefs, et L'Anniversaire d'Astérix et Obélix - Le Livre d'or, et de Jacques Martin dans Les proies du volcan.
- Dans la bande dessinée Celle qui fut de Cosey, une protagoniste de l'histoire découpe des images dans l'album Le Nid des marsupilamis.
- Dans À feu et à cendres, le premier album de la série Sillage de Jean-David Morvan et Philippe Buchet, deux petites créatures de la planète où habite Nävis et ressemblant à des marsupilamis dialoguent en échangeant des « Houba »[27].
- Au rond-point Jules Hiernaux, à l'accès Nord de la ville, la Ville de Charleroi (dont fait partie Marcinelle, lieu de naissance des éditions Dupuis) a érigé, au centre d'un complexe de fontaines, une énorme statue polychrome du Marsupilami, faisant partie d'une série d'autres statues polychromes de héros des bandes dessinées de Dupuis.
- Un astéroïde découvert en 2000 a été nommé (98494) Marsupilami en hommage à cet animal.
- Une statue du Marsupilami est présente dans le hall d’accueil de la gare d'Angoulême.
- Une statue du Marsupilami se trouve également sur la digue de Middelkerke, entourée de héros essentiellement flamands[28].
- À Bruxelles (Belgique), la place d’Espagne porte aussi officieusement le nom de place Marsupilami.

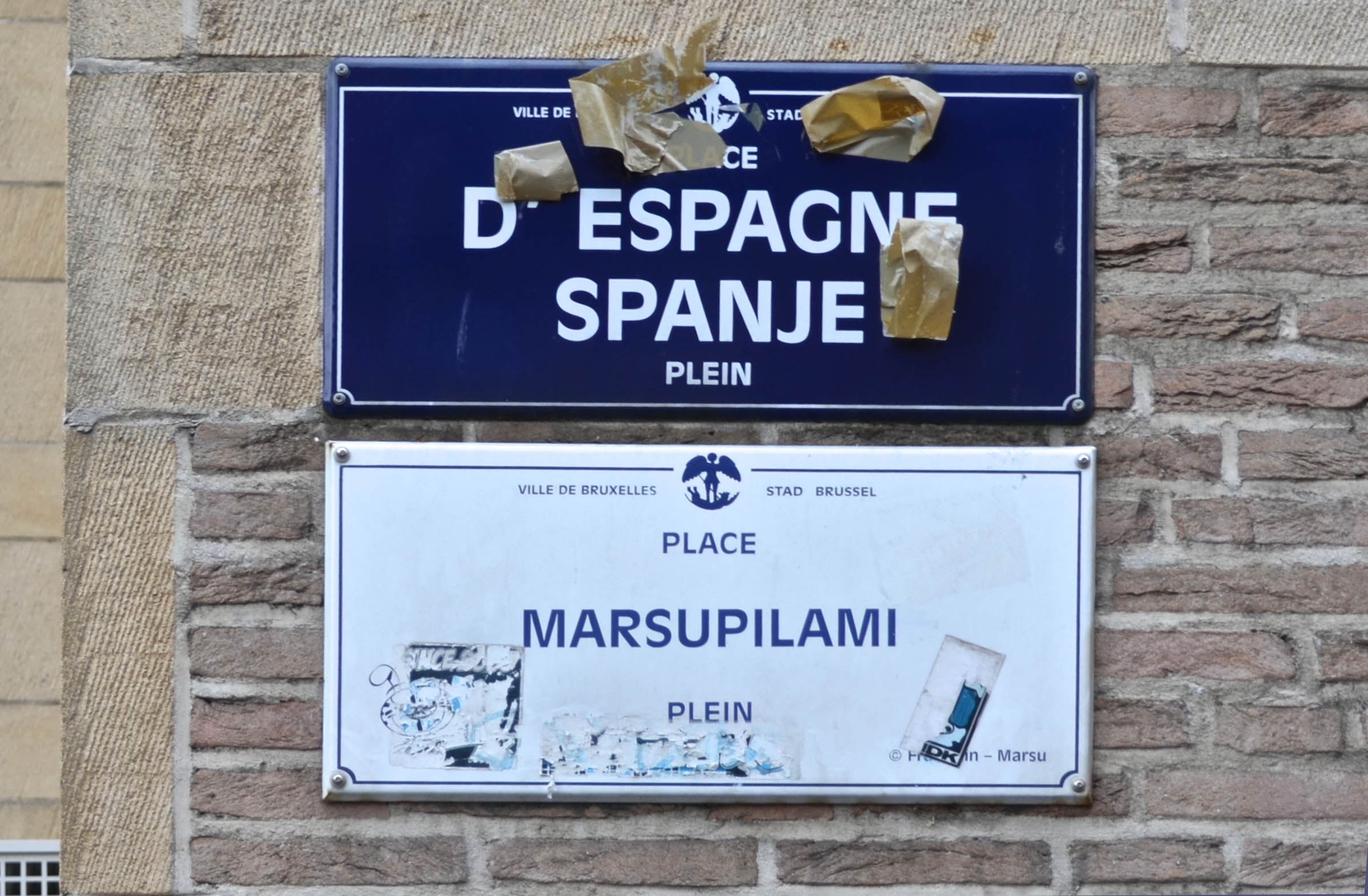
Plaques de la place d’Espagne ou place marsupilami (à Bruxelles).
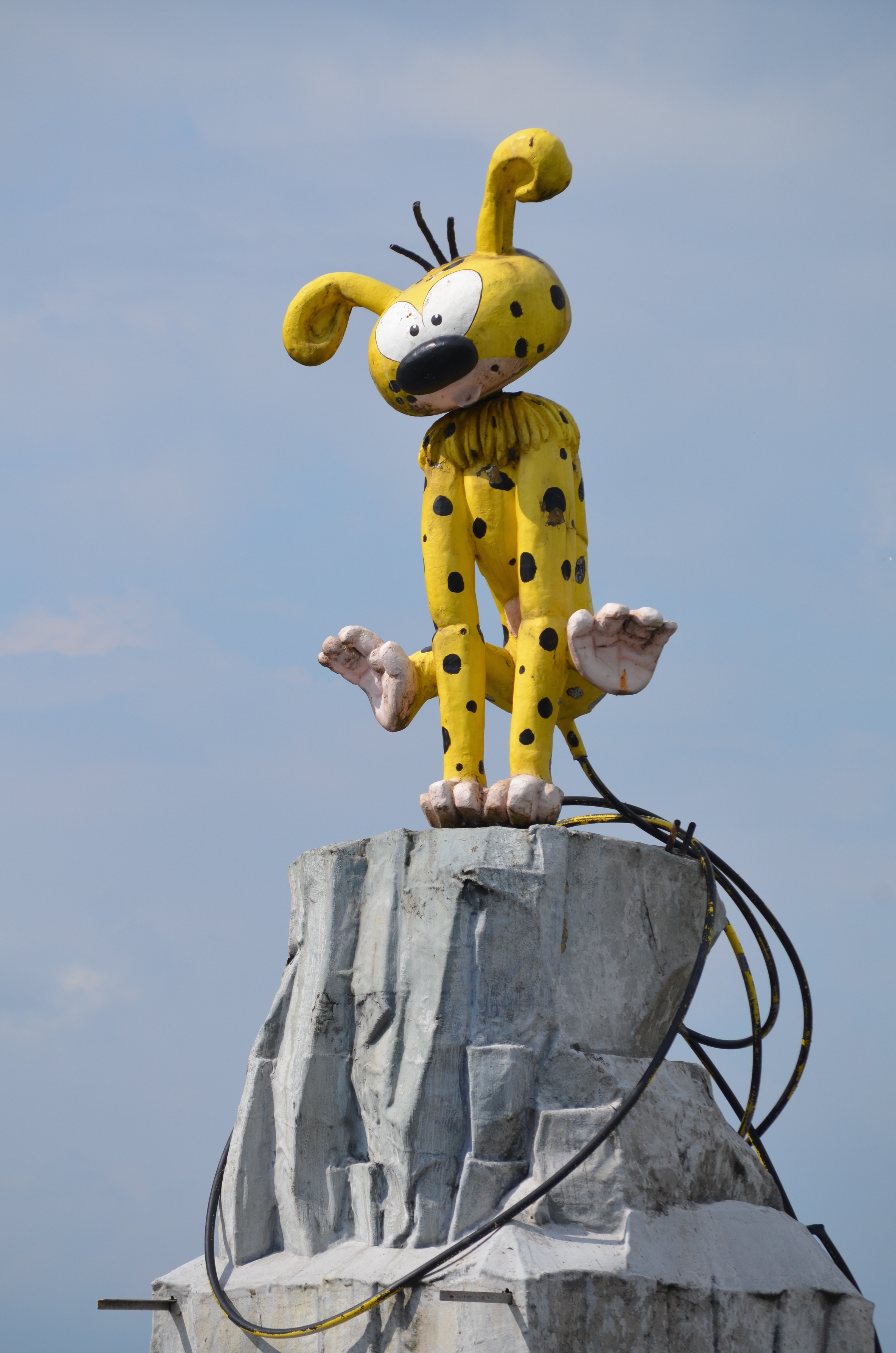
Statue du marsupilami sur le square Jules Hiernaux à Charleroi.